# Antonia Bembo
Antonia Padoani Bembo (Venècia, 1640-París, 1720) compositora italiana i cantant. Filla del metge Giacomo Padoani i de Diana Pareschi, va cantar pel rei Lluís XIV. Destaca la seva obra L´Ercole amant (1707)

## Biografia
Antonia Bembo va néixer el 1640 i és filla del metge Giacomo Padoani (1603-1666) i de Diana Pareschi (1609-1676). Va estudiar música i literatura. Va realitzar diversos viatges amb el guitarrista Francesco Corbetta, entre ells a Viena, Brussel·les, Hannover, Espanya i París. Va ser també deixeble de Francesco Cavalli.
Se l'identifica com a la fligia que canta (la filla cantant), essent una persona de cert talent pel cant. El 1659 es casa amb Lorenzo Bembo (1637-1703), descendent de Pietro Bembo. Passen el seu primer any de matrimoni a la casa dels Padoani a Venècia, on sorgeixen conflictes entre el seu pare i el seu marit. Tenen tres fills, Diana, Andrea i Giacomo. Quan mor el seu pare, es traslladen a Venècia vivint a l'església de San Moisès. El 1672 es divorcia de Lorenzo Bembo i torna a França sota la protecció de Lluís XIV, oferint-li protecció a la comunitat femenina Petite Union Chrétienne des Dames de Saint Chaumont (Petita Unió Cristiana de Dames de Saint Chaumont), a la parròquia de Notre Dame de Bonne Nouvelle, als afores de París.

## Obra
Antonia Bembo va compondre majoritàriament obres de gèneres vocàlics:
- Un divertimento a cinc veus
- Dos te deum
- Musicalització de salms amb texts en llatí i francès
- Una òpera, L'Ercole (1707)
- Una cantata, Clizia, amant del Sole per a soprano i baix continu

La seva obra és una combinació d'estils italià i francès. Utilitza el virtuosisme de l'estil italià de l'època i les danses franceses. Moltes de les seves obres estan escrites per a soprano amb continu. Va escriure una òpera L'Ercole amante ("Hèrcules enamorat", 1707), amb el mateix llibret de Francesco Buti com a Cavalli.
Les seves obres es conserven a la Bibliothèque Nationale de París i consta de sis volums i el produzioni ormoniche. a majoria d'ells dedicades a Lluís XIV.
El seu volum Produzioni Armoniche conté la seva peça més coneguda: Lamento della Vergine (Lamentació de la Verge).